# Àcid pícric
L'àcid pícric és l'expressió comuna del compost -trinitrofenol, anomenat àcid carboazòtic o melinita, amb la fórmula (NO
2)
3C
6H
2–OH
Va ser descobert per Peter Woulfe el 1771 arran de l'acció de l'àcid nítric sobre l'índigo. L'any 1885, el químic Eugène Turpin el va redescobrir i el va estabilitzar en cotó premsat, fent-lo utilitzar com a explosiu amb el nom de melinita.
El 1799, el químic francès Jean-Joseph Welter l'obté per l'acció de l'àcid nítric sobre la seda. El producte recollit, groc i amarg, va ser conegut durant molt de temps com " Groc amarg de Welter ». És un sòlid cristal·lí groc fet de clorobenzè. És un compost molt reactiu (explosiu, com tots els compostos altament nitrats, per exemple el trinitrotoluè o la nitroglicerina), amb una potència lleugerament superior a la del TNT. Ataca la majoria de metalls produint picrats molt inestables i també explosius (xoc, fricció, foc o altres fonts d'ignició).
És irritant per als ulls i les vies respiratòries i és tòxic per inhalació, ingestió i/o contacte amb la pell, a part de causar-ne la irritació en primera instància.

## Explosivitat
La velocitat de detonació de l'àcid pícric és 7.650 m/s a la seva màxima densitat obtinguda per compressió. Seca, és més sensible als cops i a la fricció que quan s'afegeix amb aigua (es diu que l'aigua " flegmatitza "), però una mica menys que el TNT i molt menys que l'hexògen o la pentrita. És un dels explosius secundaris més estables. És encara més estable si es recristal·litza després de la fusió. Però, per raons de seguretat, el seu transport es realitza en forma humida (30 % o més d'aigua), i els laboratoris que l'utilitzen també la guarden així, sempre en recipients de vidre (no de cristall, que conté plom, ni metall, perquè aquest àcid es pot formar amb determinats metalls, sobretot coure, sals (picrats), explosius i inestables, especialment perillosos).

## Característiques
- Poc soluble en aigua, èter, etanol ; soluble en benzè i acetona (propanona).
- Explota per sobre de 300 °C .
- Usos : explosius, colorant, terapèutic, fixació en microscòpia (líquid de Bouin).
- Risc major : explosió per xoc, fricció, foc.
- Produeix sals explosives molt sensibles (compostos metàl·lics), picrats .
- Color : groguenc.

## Classificació de seguretat
Al Canadà es classifica com " perillosament reactiu » sota la classificació WHMIS (Sistema d'informació per a materials perillosos utilitzats a la feina).

## Usos
- Les propietats de l'àcid pícric com a explosiu van ser descobertes per Eugène Turpin (que el va comercialitzar amb el nom de melinita o liddita) : mentre que el carbó del qual s'extreu el seu principi bàsic (fenol) era abundant, l'àcid pícric va ser molt utilitzat durant la Primera Guerra Mundial, especialment en les closques el farciment de les quals era facilitat per un punt de fusió relativament baix (122,5 °C) en comparació amb la seva temperatura de descomposició (300 °C), assegurant als operadors un bon marge de seguretat. Alguns soldats van ingerir àcid pícric per simular icterícia i ser eliminats del front.[7]
- Proves cutànies (antigament).
- Tintura (tintura de llana) (antigament).
- Broncejat de coixinets de pota conill per fer-los més resistents a les tanques de la cabanya (antigament).
- Colorant groc brillant per a xapa de fusta, s'utilitza diluït (proporció d' 1,5 à 3 ‰ ) en forma de bany, sovint en combinació amb sulfat de ferro (això serveix com a crida a l'atenció i dona un to blau gris) per obtenir un color brillant. verd, especialment utilitzat per a puntes de backgammon (equivalent al backgammon o backgammon al segle xviii).
- Actualment, l'àcid pícric a dosis baixes és un dels ingredients del líquid de Bouin, un medi de conservació utilitzat per a mostres d'anatomopatologia i histologia
- És un component del reactiu que mesura la creatinina a la sang pel mètode Jaffé.
- L'àcid pícric es pot utilitzar en metal·lúrgia per revelar la microestructura dels acers.
- En determinats esports com el rem, s'utilitza per endurir la pell de les mans, crear callositat artificial i així prevenir butllofes.

## Ecotoxicologia
Els impactes globals de l'àcid pícric sobre el medi ambient (fongs, flora, fauna, bacteris , etc.), no sembla que hagin estat molt estudiats. Aquest àcid és el principal explosiu (melinita) en milions d'obusos sense explotar de la Primera Guerra Mundial, recuperats en part després de la guerra, però sovint submergits en mars, llacs i rius. És probable que contamini el medi ambient a partir del segle XXI quan aquests obusos estiguin prou corroïds. A part del risc tòxic i ecotòxic, hi ha un risc d'explosió després de la formació de picrats. Tanmateix, l'àcid pícric pot estar present en armes sense explotar o en municions emmagatzemades a prop d'elles.